# Quaristice
| Recensione      | Giudizio |
| --------------- | -------- |
| AllMusic        |          |
| Pitchfork       | 7.5/10   |
| Ondarock        | 5/10     |
| The Guardian    |          |
| The Independent |          |

Quaristice è il nono album da studio del gruppo inglese di musica elettronica Autechre, pubblicato nel 2008 con l'etichetta discografica Warp Records. Un mese prima di essere venduto anche in versione CD e vinile, l'album è stato pubblicato su internet. Gli stessi Autechre hanno dichiarato di aver realizzato l'album principalmente per questa versione digitale.
La copertina è stata realizzata dallo studio The Designers Republic.
_20_ Autechre - Outh9X
_19_ Autechre - Notwo
_18_ Autechre - chenc9
_17_ Autechre - WNSN
_16_ Autechre - Theswere
_15_ Autechre - bnc Castl
_14_ Autechre - 90101-5l-l
_13_ Autechre - fwzE
_12_ Autechre - Fol3
_11_ Autechre - rale
_10_ Autechre - Tankakern
_09_ Autechre - Steels
_08_ Autechre - paralel Suns
_07_ Autechre - Simmm
_06_ Autechre - SonDEremawe
_05_ Autechre - Perlence
_04_ Autechre - plyPhon
_03_ Autechre - IO
_02_ Autechre - The Plc
_01_ Autechre - Altibzz

## Quaristice (Versions)
Limitatamente a 1000 copie è stato incluso un secondo album contenente 11 remix di alcune tracce dell'album
1. Altichyre – 4:24
2. The PlclCpC – 9:18
3. IO (Mons) – 7:52
4. Phylopn – 2:40
5. Perlence range3 – 7:37
6. SonDEre-ix – 3:27
7. Tankraken – 5:28
8. fol4 – 11:41
9. 90101-61-01 – 5:10
10. chenc9-x – 8:28
11. nofour – 4:24